# Scinax duartei
Scinax duartei es una especie de anfibios de la familia Hylidae. Es endémica de Brasil.
Sus hábitats naturales incluyen praderas a gran altitud, ríos, corrientes intermitentes de agua, marismas intermitentes de agua dulce y zonas rocosas. Está amenazada de extinción por la destrucción de su hábitat natural.